# Duncan Kennedy
Duncan Kennedy (Washington, 1942) è un filosofo statunitense. È professore alla facoltà di legge di Harvard e fondatore degli studi critici del diritto sia come movimento che come scuola di pensiero.

## Biografia
Si è laureato all'Harvard College nel 1964 e, in seguito, ha lavorato alle operazioni della CIA per controllare l'associazione studentesca nazionale. Dopo esser uscito dalla CIA si è laureato, nel 1970, alla facoltà di giurisprudenza di Yale. Dopo aver completato il praticantato con il giudice della Corte suprema degli Stati Uniti d'America Potter Stewart, Kennedy si è trasferito alla facoltà di legge di Harvard, dove è divenuto professore nel 1976. Nel marzo 2010 ha ricevuto un dottorato honoris causa dall'Università delle Ande in Colombia. Dal 1967 è membro dell'Unione statunitense per le libertà civili.